# Die Scheinheiligen
Die Scheinheiligen ist ein satirischer Heimatfilm von Thomas Kronthaler, der den realen Bau eines Schnellrestaurants am Irschenberg auf bayerische Art persifliert.

## Handlung
Der alten Witwe Magdalena Trenner gehört ein Grundstück in Autobahnnähe, auf das ein Schnellrestaurant mit Autobahnzubringer gebaut werden soll. Dieses will sie allerdings nicht so leichtfertig herausrücken und mit Hilfe des Holzschnitzers Johannes, des Asylbewerbers Theophile und den örtlichen Pfadfindern gelingt es ihr, den Bürgermeister und seine Spezln in Schach zu halten. Im Verlauf des Films blüht die anfangs verwahrloste Magdalena auf. Sie gewinnt neue Lebensfreude durch die Gegenwart des Kleinkriminellen Johannes und des Heimatlosen Theophile. Der Film entlarvt ohne erhobenen Zeigefinger Ressentiments gegenüber Fremden oder bayerische Vetternwirtschaft.

## Hintergrund
Thomas Kronthaler gelang mit seinem Abschlussfilm an der Hochschule für Fernsehen und Film München ein kleiner Kinoerfolg in Bayern. Etwa 180.000 Kinobesucher sahen den Film. Marcus H. Rosenmüller, der die Münchner Filmhochschule im Jahrgang unter Kronthaler absolvierte, nannte Die Scheinheiligen daher später einen Wegbereiter für seinen Erfolgsfilm Wer früher stirbt ist länger tot.
Die Scheinheiligen orientiert sich an realen Begebenheiten in Kronthalers Heimat. Das besondere an dieser Arbeit ist, dass die Einwohner der Gemeinde Irschenberg den Studentenfilm voll unterstützt haben. Der Film entstand an Originalschauplätzen.

## Sekundärliteratur
Jürgen Heizmann: "Die Scheinheiligen." In: Heimatfilm international. Hg. von Jürgen Heizmann. Stuttgart 2016, ISBN 978-3-15-019396-9, S. 149–155.